# Lipie (wieś w powiecie kępińskim)
Lipie – wieś w Polsce położona w województwie wielkopolskim, w powiecie kępińskim, w gminie Łęka Opatowska.
| SIMC    | Nazwa        | Rodzaj    |
| ------- | ------------ | --------- |
| 0202956 | Trzy Chałupy | część wsi |

Miejscowość położona przy linii kolejowej Ostrów Wielkopolski – Kluczbork, ok. 10 km na południowy wschód od Kępna.
W latach 1975–1998 miejscowość należała administracyjnie do województwa kaliskiego.